# 五山車站 (北海道)
五山站（日语：／ Gokayama eki */?）是位於北海道雨龍郡沼田町北龍，隸屬於日本國有鐵道（國鐵）札沼線，已廢除的鐵路車站。

## 歷史
- 1956年（昭和31年）11月16日 - 札沼線石狩追方至石狩沼田路段恢復營運，並同時開設本車站。
- 1972年（昭和47年）6月19日 - 札沼線新十津川至石狩沼田路段廢除，本車站同時廢站。

## 車站周邊
周圍主要是煤氣鼓場。
- 國道275號
- 沼田町營巴士「工業團地前」站牌
  - JR北海道巴士石狩線廢除後的替代路線。

## 相鄰車站
日本國有鐵道
札沼線
北龍－五山－石狩沼田